# Моисей
Моисе́й (др.-евр. מֹשֶׁה‬ [moˈʃe] — «взятый (спасённый) из воды»; араб. موسىٰ‎ [muː.saː], др.-греч. Μωϋσῆς, лат. Moyses) в Пятикнижии — еврейский пророк и законодатель, основоположник иудаизма, организовал Исход евреев из Древнего Египта, сплотил израильские колена в единый народ и записал Моисеев закон. Важнейший пророк в иудаизме.
Согласно Книге Исход, Моисей родился в то время, когда численность его народа увеличивалась и египетский фараон был обеспокоен тем, что израильтяне могут помочь врагам Египта. Когда фараон приказал убивать всех новорождённых мальчиков, мать Моисея, Иохаведа, спрятала его в корзинке и пустила её по водам Нила. Корзинка вскоре была обнаружена дочерью фараона, которая решила усыновить ребёнка.
Когда Моисей вырос, он увидел притеснение своих соплеменников, убил египетского надсмотрщика, который жестоко наказывал израильтянина, и сбежал из Египта в землю мадианитян. Здесь из горящего, но несгорающего кустарника, Неопалимой купины, к нему обратился Бог, который повелел Моисею вернуться обратно в Египет и просить освобождения израильтян. После десяти казней Моисей вывел израильтян из Египта через Че́рмное море, после чего они остановились у горы Синай, где Моисей получил десять заповедей.
После сорока лет скитаний по пустыне и долгожданного прихода израильского народа на землю Ханаанскую Моисей умер на горе Нево, которая находится на стороне нынешней Иордании, не входя в Землю Обетованную.
Существование Моисея, а также достоверность его жизнеописания в Библии является предметом споров среди библеистов и историков. Библеисты обычно датируют его жизнь XVI—XII веками до н. э., в основном связывая с фараонами Нового царства.

## Имя
Согласно Библии, значение имени Моисей связано с его спасением из вод Нила («вытащенный или вынутый из воды»). Это имя Моисею дала дочь фараона (Исх. 2:10). Однако это имя также имеет значение «вытаскивающий». Здесь игра слов может также быть намёком на роль Моисея, который вывел израильтян из Египта. Античный историк Иосиф Флавий повторяет библейское толкование, утверждая, что имя Моисей состоит из двух слов: «спасённый» и египетского слова «мои», означающего воду. Семитологи выводят происхождение имени от египетского корня msy, означающего «сын» или «рождать».

## Жизнеописание

### Библейский рассказ

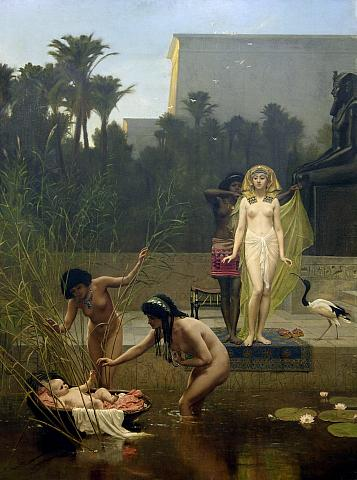
Нахождение Моисея. Ф. Гудолл. 1862

Основной источник сведений о Моисее — библейское повествование на древнееврейском языке. Его жизни и деятельности посвящены четыре книги Пятикнижия (Исход, Левит, Числа, Второзаконие), составляющие эпопею Исхода евреев из Египта.
Книга Исход повествует о том, что родители Моисея принадлежали колену Левия (Исх. 2:1). Моисей родился в Египте (Исх. 2:2) в царствование фараона, который «не знал Иосифа» (Исх. 1:8), бывшего первым вельможей при одном из его предшественников. Правитель усомнился в верности Египту потомков Иосифа и его братьев и обратил евреев в рабов.
Но каторжный труд не сократил численности евреев, и фараон приказал топить в Ниле всех новорождённых еврейских младенцев мужского пола. В ту пору в семье Амрама родился сын (Исх. 2:2). Матери Моисея Иохаведе (Йохевед) удалось скрывать младенца у себя дома в течение трёх месяцев (Исх. 2:3). Не имея более возможности его прятать, она положила младенца в тростниковую корзину, обмазанную снаружи асфальтом и смолой, и оставила в зарослях тростника на берегу Нила, где его нашла дочь фараона, пришедшая туда на купание (Исх. 2:5). Имя царевны в Ветхом Завете не названо, а мидраши именуют её Бифья.

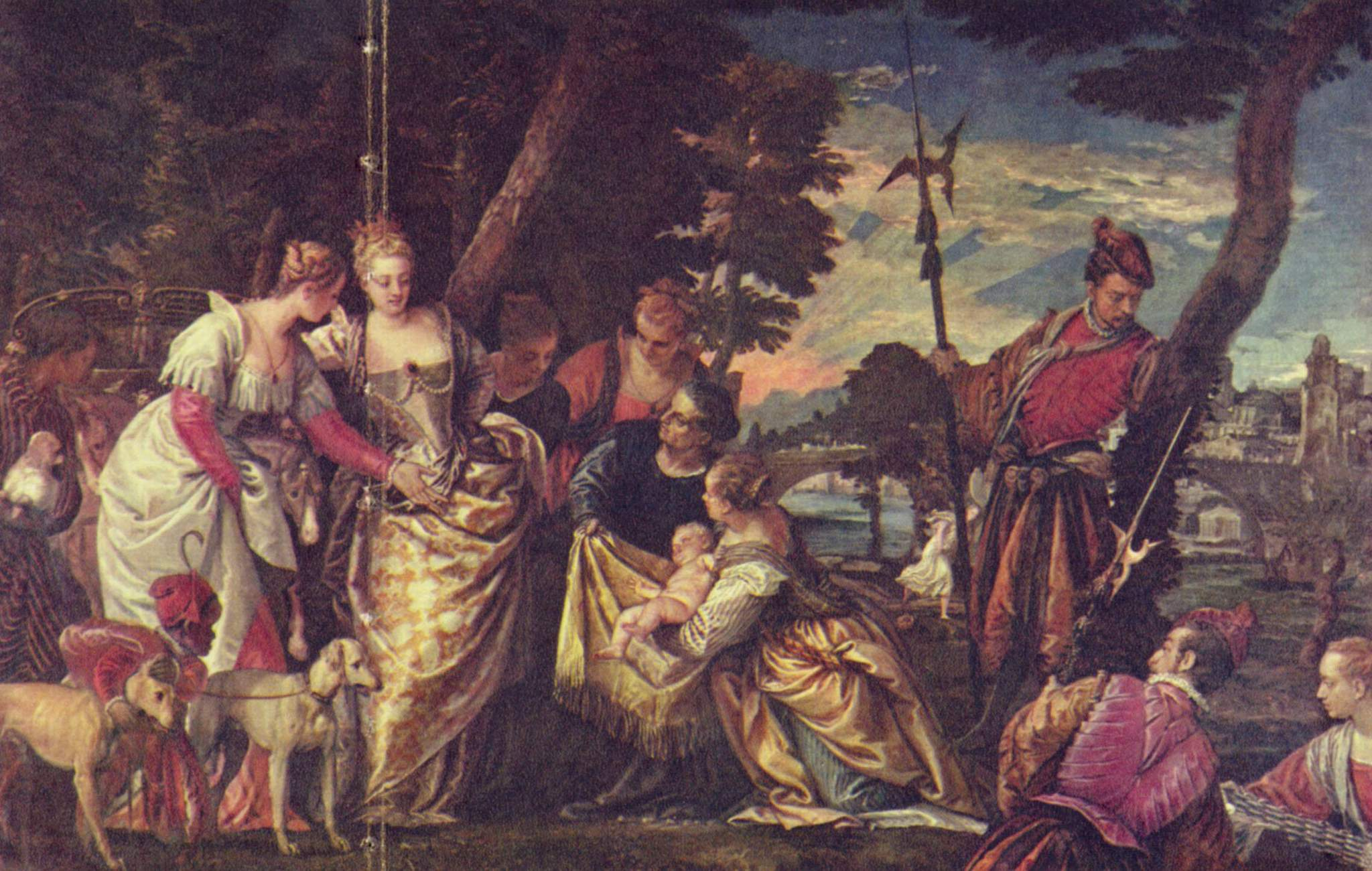
Нахождение Моисея. Паоло Веронезе. 2-я треть XVI века. Картинная галерея, Дрезден

Поняв, что перед ней один «из еврейских детей» (Исх. 2:6), она, однако, сжалилась над плачущим младенцем и по совету сестры Моисея Мириам или Мариам (Исх. 15:20), издали наблюдавшей за происходящим, согласилась позвать кормилицу-израильтянку. Мириам позвала Иохаведу, и Моисей был отдан своей матери, которая вскормила его (Исх. 2:7—9). Дочь фараона назвала ребёнка Моисей («вынутый из воды») «потому что, говорила она, я из воды вынула его» (Исх. 2:10). В Библии не упоминается, как долго Моисей жил у своего родного отца и матери. В книге Исход говорится, что он вырос у родителей, но какого возраста он достиг, неизвестно.
«И вырос младенец, и она привела его к дочери фараона, и он был у неё вместо сына» (Исх. 2:10). Вскармливала Моисея его же мать, нанятая дочерью фараона. И был Моисей как сын дочери фараона (Исх. 2:10).
Согласно новозаветной книге «Деяния святых апостолов», когда Моисей был отдан дочери фараона, его стали обучать «всей мудрости египтян» (Деян. 7:22).
Моисей вырос как приёмный сын в семье фараона. Однажды Моисей вышел из царских покоев к простолюдинам. Он был глубоко огорчён рабским положением родного народа. Увидев египтянина, бившего еврея, Моисей убил воина и закопал в песке, а бывший обиженный назавтра рассказал всем евреям об этом случае. Затем Моисей пытался помирить ссорящихся между собой двух евреев. Вскоре об этом узнал фараон и хотел убить Моисея, но Моисей бежал из Египта в землю Мадиамскую.

#### Семья

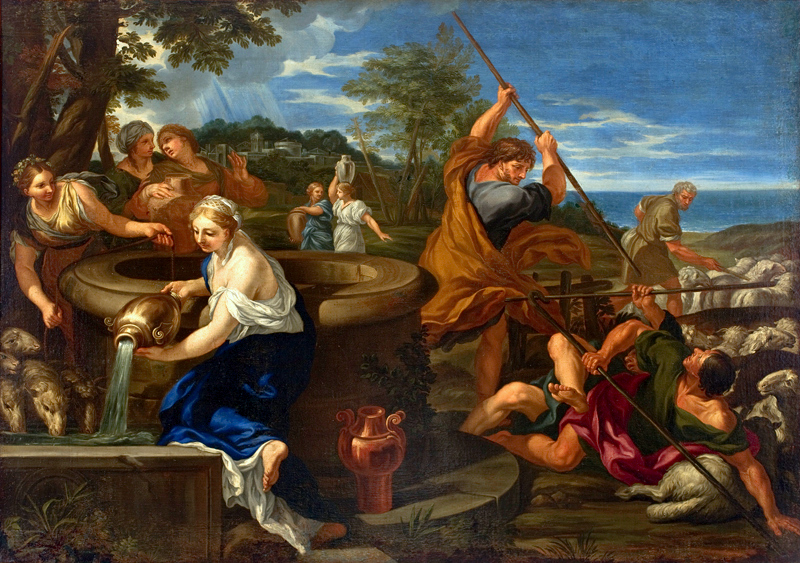
Моисей защищает дочерей Иофора. Чиро Ферри

Моисей, бежав из Египта в землю Мадиамскую, остановился у священника Иофора (Рагуила). Жил у Иофора, пас его скот и женился на его дочери Сепфоре. Она родила ему сыновей Гирсама (Исх. 2:22; Исх. 18:3) и Елиезера.
В книге Числа (Чис. 12:1) упоминается, что сестра Мириам и брат Аарон упрекали Моисея за то, что его жена — эфиопка (кушитка). По мнениям библеистов, это могла быть не Сепфора, а ещё одна жена, которую он взял после Исхода евреев из Египта, хотя традиционное воззрение, принятое в иудаизме, утверждает, что речь здесь идёт о Сепфоре.

#### Откровение
Выпасая скот у горы Хорив (Синай), он из неопалимой купины получил призыв Бога, открывшего ему своё Имя — Яхве (ивр. יהוה‎, «Аз есмь сущий»), к освобождению своего народа. Моисей спросил, что ему делать, если израильтяне ему не поверят. В ответ Бог дал Моисею возможность творить знамения: он превратил свой жезл в змея, а змея — снова в жезл; затем Моисей положил руку свою к себе в пазуху, и рука побелела от проказы как снег; по новому повелению снова положил руку в пазуху, вынул её, и рука была здорова.
Возвратившись на берега Нила, вместе с братом Аароном (которого Бог выбрал ему в помощники служить «его устами» (Исх. 4:16), так как Моисей ссылался на своё косноязычие), ходатайствовал перед фараоном об освобождении сынов Израилевых из Египта. Причём сначала Моисей и Аарон от имени Яхве просили фараона отпустить евреев в пустыню на три дня для принесения жертв.
Упорство фараона подвергло страну ужасам «Десяти казней египетских»: превращению вод Нила в кровь; нашествию жаб; нашествию мошек; нашествию пёсьих мух; мору скота; болезни на людях и скоте, выразившейся в воспалениях с нарывами; граду и огню между градом; нашествию саранчи; тьме; смерти первенцев в семьях египетских и всего первородного из скота. Наконец, фараон разрешил им выйти из Египта и совершить служение Господу (Исх. 12:31). После этого евреи, взяв скот и останки Иакова и Иосифа Прекрасного, ушли из Египта в пустыню Сур.

#### Исход

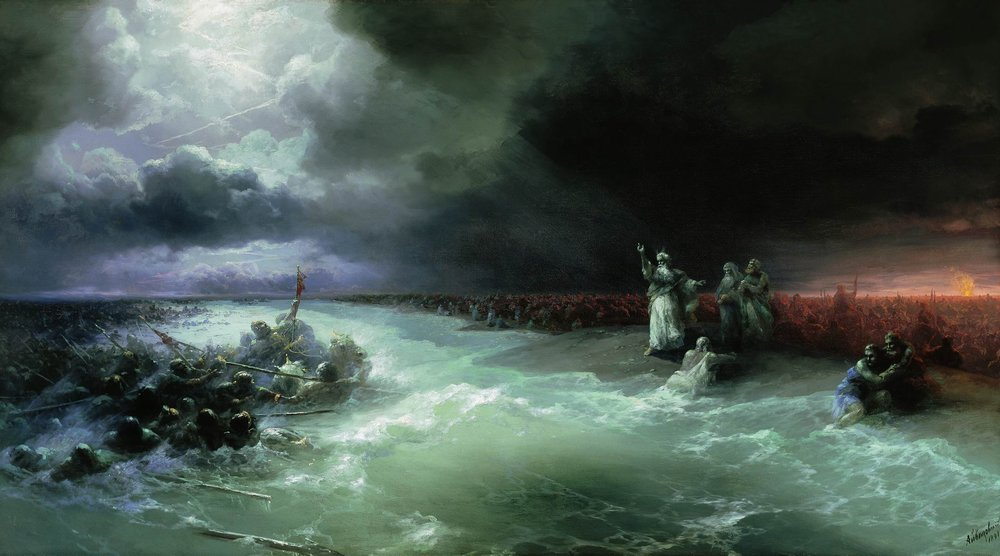
Переход евреев через Красное море. И. К. Айвазовский. 1891

Бог показывал беглецам путь: он шёл перед ними днём в столпе облачном, а ночью в столпе огненном, освещая путь (Исх. 13:21—22). Сыны Израиля перешли через Чермное море, которое расступилось перед ними, но потопило армию фараона, которая преследовала израильтян. На берегу моря Моисей и весь народ, в том числе его сестра Мириам, торжественно воспели благодарственную песнь Богу (Исх. 15:1—21).
Моисей повёл свой народ в Землю Обетованную через Синайскую пустыню. Сначала три дня они шли пустыней Сур и не находили воды кроме горькой, но Бог усладил эту воду, повелев Моисею бросить в неё указанное им дерево (Исх. 15:24—25). В пустыне Син Бог послал им множество перепелов, а затем (и в течение всех следующих сорока лет блужданий) ежедневно посылал им с неба манну.
В Рефидиме Моисей по повелению Бога извёл воду из скалы горы Хорива, ударив в неё своим жезлом. Здесь на евреев напали амаликитяне, но были побеждены при молитве Моисея, который во время битвы молился на горе, воздевая свои руки к Богу (Исх. 17:11—12).
В третий месяц по выходе из Египта израильтяне подошли к горе Синай, где Бог дал Моисею правила, как нужно жить Сынам Израиля, а потом Моисей получил от Бога каменные Скрижали Завета с Десятью заповедями, ставшими основой Моисеева законодательства (Торы). Так был заключён завет между Богом и избранным народом. Здесь же, на горе, получил указания о постройке Скинии и о законах богослужения.

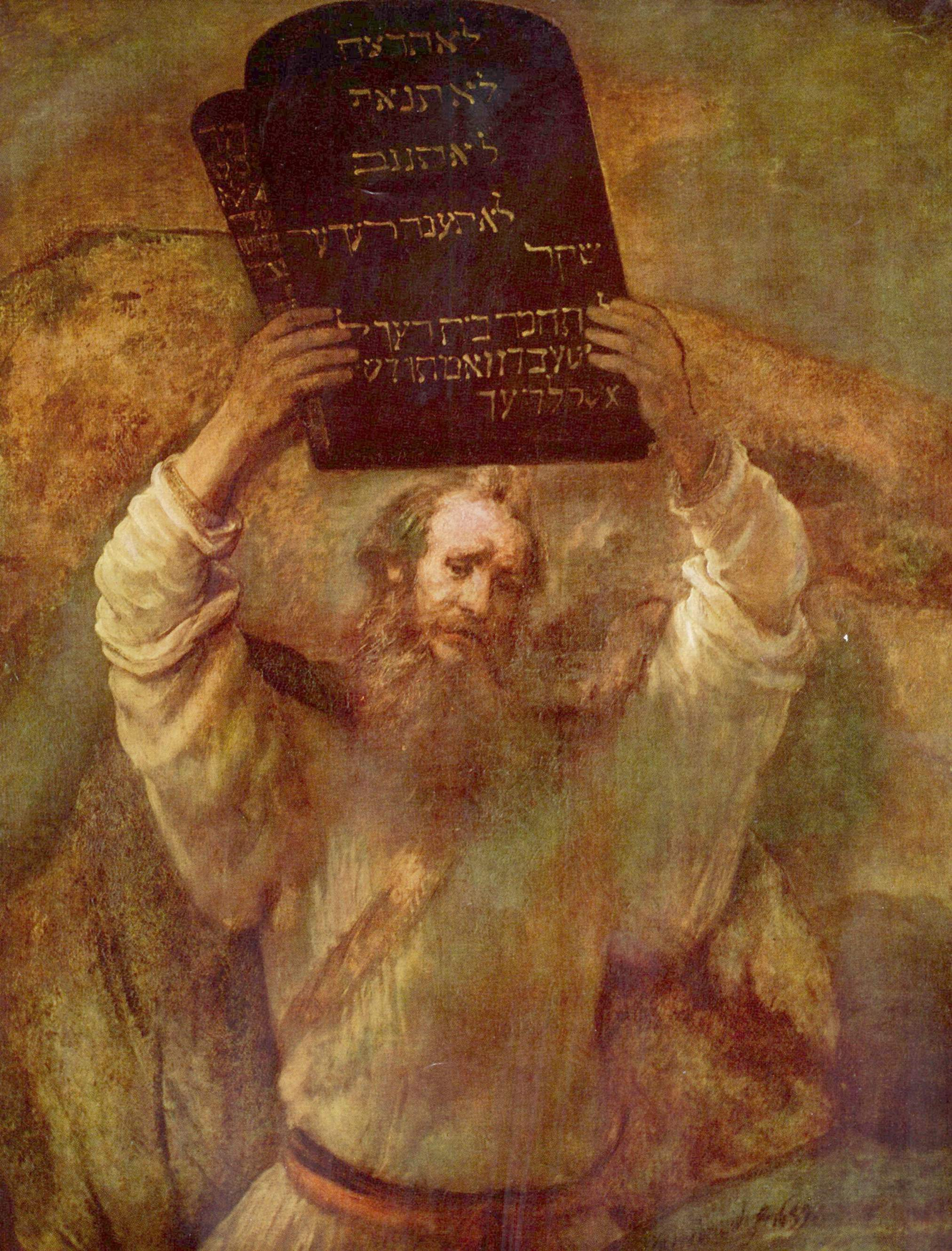
Моисей, разбивающий Скрижали Завета. Рембрандт. 1659

Моисей дважды всходил на гору Синай, оставаясь там по сорок дней. Во время его первого отсутствия народ согрешил, нарушив только что заключённый завет: сделал золотого тельца, которому евреи начали поклоняться как Богу, выведшему их из Египта. Моисей в гневе разбил Скрижали и уничтожил тельца (Семнадцатое тамуза). После этого опять на сорок дней он вернулся на гору и молился Богу о прощении народа. Оттуда он вернулся с лицом, осиянным светом Божьим, и был вынужден прятать лицо под покрывалом, чтобы народ не ослеп. Через полгода была сооружена и освящена Скиния.
Несмотря на великие трудности, Моисей остался служителем Божиим, продолжал вести избранный Богом народ, учить его и наставлять. Он возвестил будущее колен Израилевых, но в землю обетованную не вошёл, как и Аарон, из-за греха, совершённого ими у вод Меривы в Кадесе — Бог дал ему указание взять жезл и сказать скале, чтобы она дала воду, но вместо этого он ударил в неё два раза своим жезлом (Чис. 20:7—12).
Моисей по приказу Бога собрал многотысячную армию и истребил мадианитян (народ своей жены) (Чис. 31).
В конце странствования народ опять стал малодушествовать и роптать. В наказание Бог послал ядовитых змей, и когда евреи раскаялись, повелел Моисею воздвигнуть медного змия для их врачевания.

#### Смерть
Моисей умер перед самым входом в Землю Обетованную. Господь перед смертью призвал его на хребет Аварим: «И взошел Моисей с равнин Моавитских на гору Нево, на вершину Фасги, что против Иерихона, и показал ему Господь всю землю Галаад до самого Дана» (Втор. 34:1). Там он и умер. «Погребен на долине в земле Моавитской против Беф-Фегора, и никто не знает [места] погребения его даже до сего дня» (Втор. 34:6).
Своим преемником по указанию Бога он назначил Иисуса Навина.
Жил Моисей 120 лет, из которых сорок лет провёл в странствиях по Синайской пустыне.

### Древнеегипетские источники
Древнеегипетские письменные источники не содержат каких-либо сведений о Моисее, как об исторической личности. Однако сказание о Моисее обнаруживает ряд параллелей в древнеегипетских сказках, повестях и мифах.
Сюжет с указом фараона казнить еврейских младенцев сходен с сюжетом сказки Папируса Весткар о Хуфу и мудреце Джеди, который пророчествует Хуфу о неизбежном конце его династии. Наиболее близкая к этой сказке по сюжету версия содержится у Иосифа Флавия (Иудейские древности, книга 2, глава 9). Чудесное рождение и спасение Моисея также напоминает миф об Осирисе и Исиде. Исида прячет младенца Гора в болотах дельты от вероломства её брата Сета, как и Иохаведа прячет Моисея от угрозы смерти по указу фараона.
Бегство Моисея от фараона аналогично по сюжету Сказанию о Синухете. Подобно тому, как Синухет после смерти фараона Аменемхета I, объятый страхом, покидает родину, Моисей, боясь кары за убийство египтянина, обращается в бегство. Оба встречают радушный приём у бедуинов, оба берут в жены иноземок, от которых имеют детей.
Состязание Моисея и Аарона с мудрецами и чародеями фараона также обнаруживает параллель с темой подобного соревнования в упомянутом Папирусе Весткар. Превращение жезла Аарона в змею (в действительности же в подлиннике стоит древнееврейское слово תנין таннин , что следует передать как «большая змея», то есть дракон или крокодил) аналогично сюжету о волшебнике Уба-Онере, который, желая наказать свою неверную жену, сделал из воска крокодила, утащившего прелюбодея на дно пруда. Затем он превратил крокодила обратно в восковую фигурку.

Окрашивание вод Нила в красный цвет (Исх. 7:20) напоминает схожий мотив в сказании о царевиче Сатни-Хемуасе, в котором чародей Гор предрекает матери, что если его победят, вода, которую она пьёт, станет красной: 
На это ответил ей Гор, сын негритянки: Если меня победят, вода, которую ты станешь пить, сделается красной, как кровь, и пища, которую ты станешь есть, сделается красной, как кровь, и небо над твоей головой станет красным, как кровь.
Мотив «Тьмы египетской» аналогичен сюжету той же сказки о Сатни-Хемуасе, в которой один из чародеев эфиопов хвалится о том, что мог бы своими чарами оставить Египет без света: 
Исх. 10:21 И сказал Господь Моисею: простри руку твою к небу, и будет тьма на земле Египетской, осязаемая тьма. Исх. 10:22 Моисей простер руку свою к небу, и была густая тьма по всей земле Египетской три дня;
— Если бы дозволил Амон и если бы владыка Египта не мог меня покарать, я бы тогда напустил свои чары на Египет и оставил народ Египта на три дня и три ночи без света.

Чудо разделения вод Чермного моря также находит аналогии в древнеегипетских сказках. Во второй сказке Папируса Весткар, херихеб Джаджаеманх разделяет воды озера на две половины, чтобы достать с обнажившегося дна подвеску одной из гаремных див фараона:
Затем главный херихеб Джаджаеманх произнес какое-то магическое заклинание. Он положил одну половину воды озера на другую и нашёл подвеску, лежавшую на черепке. Затем он принес её, и она была отдана её владелице. А что до воды, то она была посередине двенадцать локтей (глубины) и достигла двадцати четырёх локтей после того, как она была перевернута.

Затем он произнес какое-то магическое заклинание. Он вернул воды озера на свое место
В уже упомянутой сказке о Сатни-Хемуасе Ноферка-Птах в поисках магической книги спускается на дно моря и, посыпав перед собой песок, разделяет воды пополам.
Ноферка-Птах бросил в Нил песок с корабля, и река осушилась в этом месте. … Потом он произнес заклинание над рекой, и она вернулась на прежнее место.

### Античные источники
О Моисее упоминали греческие и латинские авторы.
Первым упоминает о Моисее Гекатей Абдерский. В своём сочинении Египтика (др. греч. Αἰγυπτιακά), фрагменты которого сохранились в книге XL Исторической библиотеки Диодора Сицилийского, он описывает, что страшная болезнь поразила народ Египта и египтяне решили изгнать многочисленных иностранцев. Толпа людей была выслана в Иудею. Во главе эмигрантов стоял некий Моисей, он основал Иерусалим, он же воздвиг храм. Народ он разделил на 12 колен по числу месяцев. Согласно его учению единственным богом являлось небо.
По свидетельству римского историка Иосифа Флавия, египетский историк Манефон (IV—III века до н. э.) сообщал, что царь Аменофис приказал переселить в каменоломни всех прокажённых и других людей с телесными недостатками. Прокажённые избрали своим предводителем гелиопольского жреца Осарсифа (имя в честь бога Осириса, который после изгнания сменил имя на Моисей). Осарсиф (Моисей) установил для сообщества изгнанных законы и повелел не вступать в общение ни с кем, кроме связанных с ними единой клятвой. Затем он возглавил войну против фараона. Однако в войне переселенцы потерпели поражение, и армия фараона преследовала разбитых врагов до пределов Сирии. Иосиф Флавий называет эти сведения Манефона «вздорными и лживыми». Множество современных историков также сомневаются в идентичности данного рассказа оригинальному тексту Египтики Манефона.
По Херемону, Моисея звали Тисифен, он был современником Иосифа, которого звали Петесеф. Его сведения Иосиф Флавий также называет лживыми. Тацит называет Моисея законодателем иудеев. Источник, использованный Помпеем Трогом, называет Моисея сыном Иосифа и отцом Арруаса, царём иудеев.
Сочинение Иосифа Флавия Иудейские древности сообщает и другие подробности жизни Моисея. Моисей возглавлял поход египтян против эфиопов (Иудейские древности, книга 2, глава 10). А причиной бегства Моисея из Египта было не убийство египтянина, как это описано в Библии (Исх. 2:14), а угроза смерти из-за обвинения в государственном перевороте (Иудейские древности, книга 2, глава 11). Эти подробности дают дополнительные доказательства сходства сказания о Моисее со Сказанием о Синухете.

## Моисей в авраамических религиях

### В иудаизме
Моисей главный пророк в иудаизме, получивший от Бога Тору на вершине горы Синай. Считается «отцом» всех последующих пророков, так как уровень его пророчества является наивысшим из возможных. Так в книге Второзаконие сказано: «И не было более у Израиля пророка такого, как Моисей, которого Господь знал лицем к лицу» (Втор. 34:10). Также о нём говорится: «…если бывает у вас пророк Господень, то Я открываюсь ему в видении, во сне говорю с ним; но не так с рабом Моим Моисеем, — он верен во всем дому́ Моём: устами к устам говорю Я с ним, и явно, а не в гаданиях, и образ Господа он видит…» (Чис. 12:6—8). Однако в Книге Исход Моисею запрещено видеть лицо Бога: «И потом сказал Он: лица Моего не можно тебе увидеть, потому что человек не может увидеть Меня и остаться в живых» (Исх. 33:20).
На основе повествования Книги Исход иудеи считают, что свод религиозных законов иудаизма (Тора) был дан Моисею Богом на горе Синай. Однако, когда Моисей, спустившись с горы, увидел, как евреи поклоняются золотому тельцу, он в гневе разбил скрижали. После этого Моисей вернулся на вершину горы и написал по повелению Бога Десять заповедей своей рукой.
В каббале раскрывается соответствие Моисея (Моше) и сфиры «нецах». А также то, что Моисей — это кругооборот (гилгул) души Авеля.
Обычно иудеи упоминают Моисея как «Моше́ Рабе́ну» ивр. משה רבנו‎, то есть «Моше наш учитель или раввин».

### В христианстве

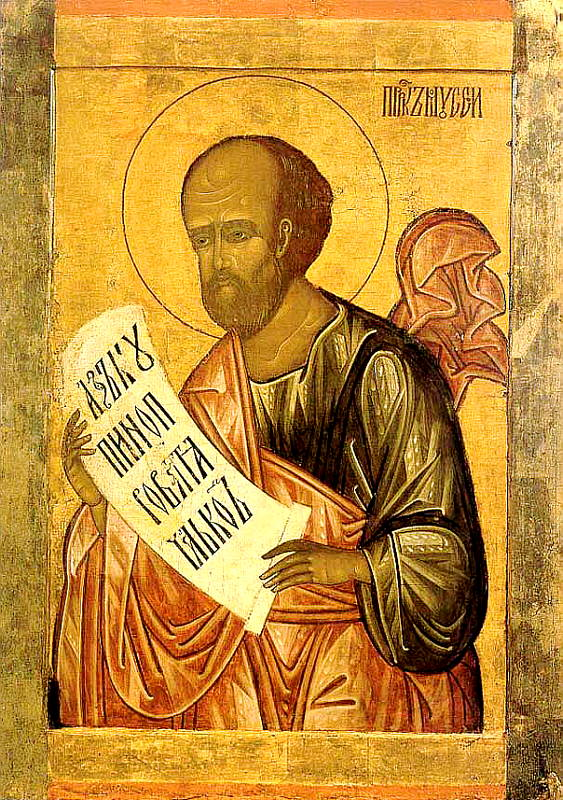
Моисей пророк. Икона. Каргополь. 1590-е

Моисей — великий пророк Израиля, по преданию, автор Пятикнижия, входящего в состав Ветхого Завета. На Синайской горе принял от Бога Десять заповедей.
Моисей в церковном предании традиционно рассматривается «как один из самых совершенных прообразов» Христа из числа ветхозаветных персонажей.
В синоптических Евангелиях сообщается, что во время Преображения на горе Фавор с Иисусом беседовали пророки Моисей и Илия (Мф. 17:1–8, Мк. 9:1–8, Лк. 9:28–36).
Преподобный Иоанн Лествичник в своей «Лествице» упоминает, что Моисей в телесном виде явился ему и его гостям.
Икона Моисея входит в пророческий чин русского иконостаса.
Память пророка Моисея отмечается Русской православной церковью 4 (17) сентября. Дополнительная дата памяти — Собор Синайских преподобных, который празднуется в среду Светлой седмицы.
Филон Александрийский и Григорий Нисский составили подробные аллегорические толкования жизнеописания пророка.

### В исламе
В мусульманской традиции имя Моисей звучит как Муса́ (араб. موسى‎). Он — один из величайших пророков, собеседник Аллаха, которому был ниспослан Таурат (Тора). В Коране Муса (Моисей) упоминается 136 раз. В суре 28-й Корана рассказывается о рождении и спасении Мусы из вод Нила.
Муса — пророк в исламе, один из потомков пророка Якуба (библ. Иаков). Он родился и некоторое время прожил в Египте. В то время там властвовал Фираун (Фараон), который был неверующим. Муса убежал от фараона к пророку Шуайбу (библ. Иофор), который в это время владел Мадьяном.

## Историчность Моисея
Существование Моисея и его роль в ранней истории Израиля — предмет давних споров. Первые сомнения в историчности Моисея и достоверности его жизнеописания высказаны в Новое время. В современную эру ряд историков и библеистов приводит доводы в пользу того, чтобы считать Моисея легендарной фигурой. Они отмечают, что древневосточные (включая древнеегипетские) письменные источники и археологические памятники не содержат никаких сведений о Моисее или событиях исхода. Их оппоненты указывают на дефицит исторических памятников и утверждают, что события исхода, связанные с Моисеем, имеют минимальные шансы на отражение в памятниках бронзового и раннего железного веков. Однако и те и другие признают, что записи сказаний о Моисее предшествовала длительная устная традиция, которая могла видоизменить, переиначить, исказить или дополнить первоначальные предания. Этим точкам зрения противостоят сторонники школы «библейского минимализма», которые полагают, что Ветхий Завет написан иудейскими жрецами около IV—II веков до н. э. и подавляющее большинство событий и фигур этой части Библии являются вымышленными.
Исследователи Библии обращают внимание на ряд параллелей между эпизодами предания об исходе и другими литературными памятниками древнего Ближнего Востока. Такие параллели могут указывать на общие традиции или заимствования. Так, история о спасении Моисея в тростниковой корзине частично совпадает с более древней легендой о происхождении царя Саргона; свод законов завета (Исх. 21—24) по содержанию имеет заметное сходство со «Сводом законов Хаммурапи»; история о бегстве Моисея к мадианитянам после убийства египтянина имеет параллели с египетским «Сказанием о Синухе».
Сторонники документальной гипотезы рассматривают Пятикнижие как результат компиляции нескольких источников, четыре из которых (Яхвист, Элохист, Священнический кодекс и Девторономист) составляют основной массив текста. Они отмечают, что фигура Моисея и его роль в каждом источнике отличается. Так, в Яхвисте Моисей безоговорочный лидер исхода. Жреческий кодекс стремится преуменьшить роль Моисея и акцентирует внимание на роли брата Моисея Аарона, к которому возводили свою родословную иерусалимские священники. Элохист в противовес Аарону подчёркивает роль Иисуса Навина, который оказался верен слову Бога более Моисея. Наконец, Девторономист подчёркивает роль Моисея как пророка и законодателя. Из этих наблюдений делается вывод, что предания о Моисее сложились постепенно, и их версии в разных традициях отличались. Эти выводы оспариваются критиками документальной гипотезы.
Библеисты также отмечают, что в текстах об Исходе, которые считают более ранними, чем основной массив Пятикнижия (ранние пророки, псалмы, «песнь моря»), Моисей не упоминается. На этом основании выдвигается предположение о том, что в ранних устных традициях Моисей или не был героем исхода, или имел незначительную роль. И только позднее составители письменного предания построили весь рассказ вокруг фигуры Моисея, от которого они вели свою родословную. Такие заключения также оспариваются на том основании, что предполагаемые упоминания об исходе являются краткими и Моисей в них мог быть не упомянут по желанию авторов.

### Моисей и фараон: версии
Предпринималось множество попыток установить, к какому периоду истории Древнего Египта Библия относит события исхода евреев и о каком фараоне в ней говорится. Существует несколько версий того, когда, предположительно, произошёл исход евреев, и, следовательно, когда жил Моисей. Большинство версий связывают исход с фараонами Нового царства. Это подразумевает, что деятельность Моисея приходится на промежуток XVI—XII веков до н. э.
Библия не называет упоминаемого фараона по имени, хотя в ней именам часто уделяется много внимания. Так, в Исходе упомянуты имена двух повитух, которых фараон призвал к себе, но не имя фараона (Исх. 1:15). Согласно Исходу, после бегства Моисея из Египта в Мадиамскую землю фараон умер: «спустя долгое время, умер царь Египетский» (Исх. 2:23). Таким образом, в Исходе фигурируют не менее двух фараонов.
Различные библеисты пытались идентифицировать фараона Книги Исход со следующими фараонами:
- Яхмос I (1550—1525 до н. э.);
- Тутмос III (1479—1425 до н. э.);
- Рамсес II (1279—1213 до н. э.);
- Мернептах (1212—1202 до н. э.);
- Сетнахт (1189—1186 до н. э.).

На Яхмоса I указывали те, кто полагали, что израильтяне покинули Египет после изгнания гиксосов. Яхмос I успешно воевал с гиксосами и захватил их столицу — Аварис. Те, кто пытались установить дату исхода на основе библейского летоисчисления, приходили к заключению, что исход приходится на правление Тутмоса III. В Рамсесе II, ведшем обширные строительные работы с привлечением большого числа людей, видели фараона-угнетателя. При Мернептахе, сыне Рамсеса II, Египет начал слабеть, поэтому правление Мернептаха считали более вероятным временем для исхода. Отсутствие мумии этого фараона также служило поводом для спекуляций, пока мумию не обнаружили.

### Моисей и Эхнатон
Зигмунд Фрейд в работе «Моисей и монотеизм» (1939) высказал мнение, что культ Атона (атонизм) при фараоне XVIII династии Эхнатоне наложил серьёзный отпечаток на формирование и развитие иудейского монотеизма и предшествовал его появлению, поскольку ветхозаветный пророк Моисей, проживавший на территории Древнего Египта предположительно в тот период, мог воспринять многие идеи местного религиозного культа (Адонай). Основываясь на сведениях Манефона, Фрейд высказывает догадку, что после провала атонизма в Египте один из учеников Эхнатона (Осарсиф) предпринял попытку объединить под её эгидой другой народ, совершив вместе с ним побег из Египта. Это относит дату Исхода сразу за датой кончины Эхнатона, то есть после 1358 года до н. э. Идеи о связи Амарнской реформы с иудаизмом высказывает египтолог Ян Ассман.
Историки обращают внимание на сходство Гимна Атону из гробниц Амарны со 104-м (103-м в православной традиции) псалмом.

## В иконописи
Иконописные подлинники дают такое описание внешности пророка Моисея:

Великий старец 120 лет, еврейского типа, благонравный, кроткий. Плешив, со средней величины бородой прядями, очень красив собою, телом мужествен и силён. Носил нижний хитон синего цвета, с разрезом спереди и подпоясанный (ср.: Исх. 39:12 и далее); сверху — ефод, то есть длинное полотно с прорезом посредине для головы; на голове — покрывало, на ногах — сапоги. В руках у него — жезл и две скрижали с 10 заповедями.
Кроме скрижалей изображали и свиток с надписью:
- «Кто есмь аз, яко да пойду к фараону царю египетскому, и яко да изведу сыны израилевы от земли египетския» (Исх. 3:11).
- Иногда приводится другой текст: «Помощник и покровитель бысть мне во спасение; Сей мой Бог и прославлю Его, Бог Отца моего и вознесу Его» (Исх. 15:1).

Существует также традиция изображать пророка ещё достаточно молодым («средовеком»): это иконы с изображением пророка при Купине неопалимой, снимающим сапоги со своих ног (Исх. 3:5), или получающим от Господа скрижали.

## В искусстве
изобразительное искусство:
- Моисей (Микеланджело)
- Моисей (фонтан в Берне)
- Смерть и завещание Моисея

литература:
- Поэма И. Я. Франко «Моисей»

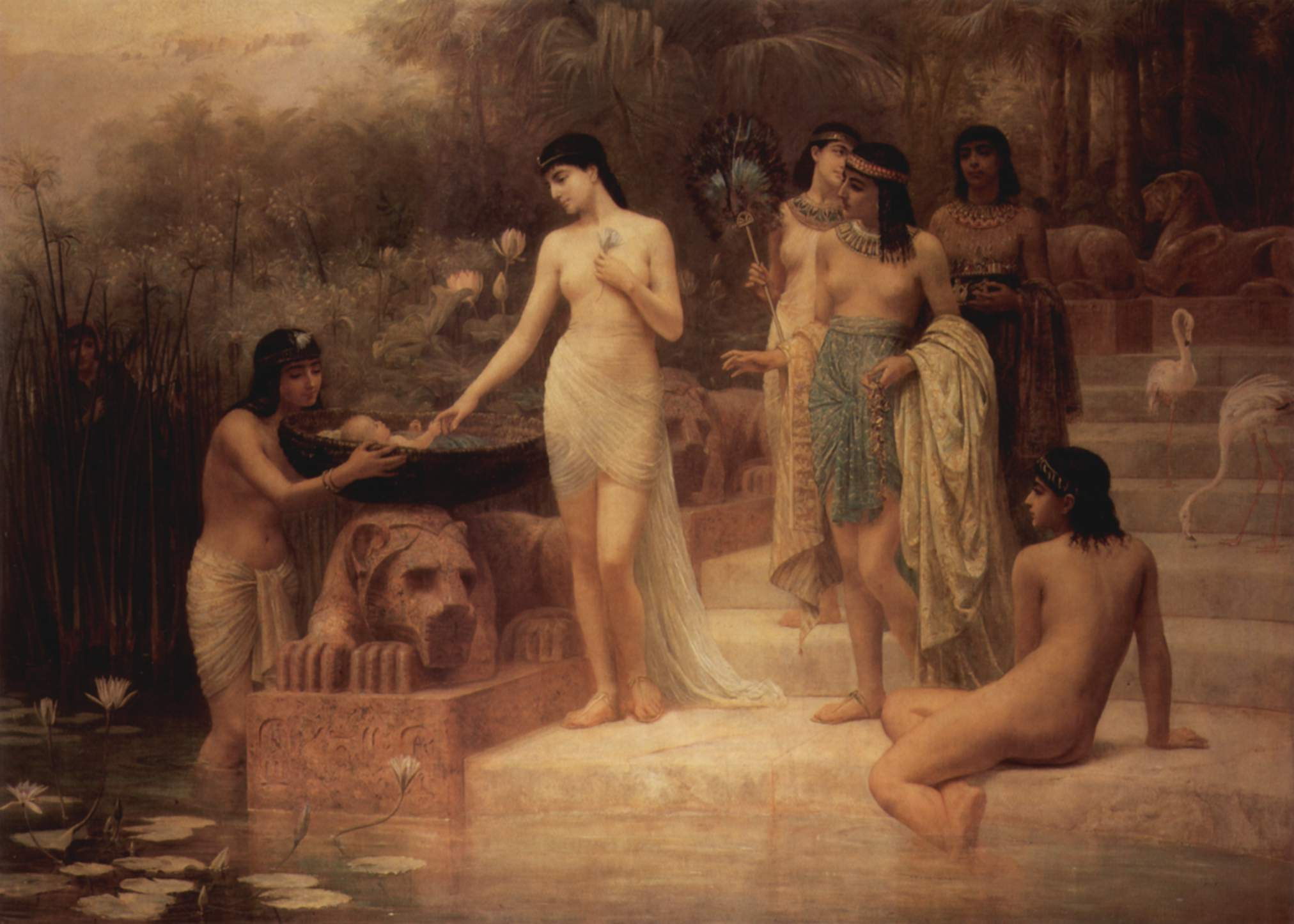
Нахождение Моисея. Эдвин Лонг. 1886

- Зигмунд Фрейд написал книгу «Моисей и монотеизм» (З. Фрейд. Этот человек Моисей[67]), посвящённую психоаналитическому исследованию жизненного пути Моисея и его отношений с народом.

музыка:
- опера Джоаккино Россини;
- опера Арнольда Шёнберга;
- опера Мирослава Скорика;
- американский негритянский спиричуэлс «Go Down Moses».

кинематограф:
- Фильм «Десять заповедей» (1923) и его одноимённый ремейк (1956)
- Фильм «История человечества[англ.]» (1957), роль Моисея исполнил Фрэнсис Бушмен[68][69]
- Фильм «Моисей» (1974)
- Фильм «Пророк Моисей: Вождь-освободитель» (1995)
- Фильм «Исход: Цари и боги» (2014)
- Теленовелла «Десять заповедей» (2015)
- Фильм «Муса: Собеседник Аллаха. На рассвете» (2025)

анимация:
- Мультфильм «Принц Египта» (1998)
- Мультфильм «Седер-мазохизм» (2018)

## Комментарии
1. ↑  Из-за сходства названий Чермное море часто путают с Чёрным морем. «Чермное море» не является универсальным названием. Оно используется в Синодальном переводе Библии. В Септуагинте водоём отождествляется с Красным морем. В еврейском тексте используется название «Море камышей».